# Vladimir Horvat
Vladimir Horvat (Donja Dubrava, 21. ožujka 1935. – Zagreb, 14. rujna 2019.) bio je hrvatski katolički svećenik, isusovac, filolog, prevoditelj, povjesničar i publicist.

## Životopis
Rođen je 21. ožujka 1935. godine u Donjoj Dubravi. Zbog domoljubnih stavova njegova oca, obitelj su Mađari protjerali 1941. godine preko Drave u Koprivnicu. Oca Ivana su mu tamo ubili komunisti 1945. godine. Stupio je 1946. godine u zagrebačko sjemenište na Šalati. U isusovački novicijat ušao je 14. kolovoza 1952. godine. Studirao je filozofiju i teologiju na Filozofsko-teološkom institutu u Zagrebu. Za svećenika je zaređen u Bazilici srca Isusova u Zagrebu 20. kolovoza 1964. godine. Diplomirao je 1970. slavistiku na Filološkom fakultetu u Beogradu. Na Filozofskome fakultetu u Zagrebu magistrirao je kroatistiku 1975. godine radom Matoševa novela “Camao”: strukturna analiza, sinteza, interpretacija i muzikološka analogija. Doktorirao je 1997. godine tezom Jezikoslovna problematika u djelima Bartola Kašića.
Službovao je od 1966. do 1968. u Sarajevu kao studentski katehet, a zatim u Zagrebu kao predavač hrvatskoga jezika i katehet studenata. Od 1973. do 1975. bio je prefekt u Biskupijskom sjemeništu u Dubrovniku. U Klasičnoj gimnaziji u Dubrovniku predavao je hrvatski i francuski jezik. Vodio je od 1975. do 1985. Hrvatsku katoličku misiju u Parizu. Surađivao je u Interdisciplinarnom programu hrvatskih studija za istraživanje hrvatske kulture u Centru za istraživanje poredbene književnosti na Sorbonni.
Od 1986. do 1991. godine bio je superior isusovačke rezidencije u Beogradu. Od 1992. do 1999. djelovao je kao pročelnik Hrvatskoga povijesnoga instituta u Beču. Od 1994. do umirovljenja djelovao je kao nastavnik Hrvatskih studija Sveučilišta u Zagrebu.
Služio se pseudonimom „M. Landercy”. Umro je u Zagrebu 14. rujna 2019. godine.

## Počasti
- Nagrada grada Paga za životno djelo, za istraživanje Bartola Kašića.[4]
- Spomen-zbornik o 80. rođendanu: Od Mure do mora, od Save do Seine.[5]

## Djela
Popis poznatijih djela:
- „Le cardinal Stepinac: Martyr des droits de l’homme” (Pariz, 1981.)
- „Crkva u hrvatskom narodnom preporodu” (Zagreb, 1986.)
- „Kardinal Alojzije Stepinac” (Đakovački Selci, 1989.)
- „Prilog Matoševoj poetici” (Zagreb, 1994.)
- „Bartol Kašić i četiri stoljeća hrvatskoga jezikoslovlja” (Zagreb, 1998.)
- „Bartol Kašić — otac hrvatskoga jezikoslovlja” (Zagreb, 1999.)
- „Kardinal Alojzije Stepinac: Mučenik za ljudska prava” (Zagreb, 2008.)

### Članci
- In memoriam. 2019. Prof. dr. sc. Vladimir Horvat, DI (1935. – 2019.). Kroatologija. Sveučilište u Zagrebu – Fakultet hrvatskih studija. Zagreb. 10 (1): 264–265
- Šestak, Ivan; Kresnik, Ivana. 2020. In memoriam P. Vladimir Horvat SJ. Obnovljeni Život. Filozofsko teološki institut Družbe Isusove. Zagreb. 75 (2): 261–275

## Vanjske poveznice
- Vladimir Horvat na Hrčku